# Specialni nočni oddelki
Specialni nočni oddelki (angleško Special Night Squads, hebrejsko פלוגות הלילה המיוחדות; kratica SNS) je naziv za skupno britansko-judovsko protigverilsko silo, ki je delovala leta 1938 med palestinsko arabsko vstajo. 
Pobudnik za ustanovitev enot je bil stotnik Orde Wingate, poznejši poveljnik činditov: v enoti so tako združili britanske pripadnike Britanske kopenske vojske in judovske policiste v Palestini. Enota je postavljala mobilne zasede in se tako borila proti arabskim vstajnikom. Primarna naloga enote je bila tako varovanje naftovoda Iraške petrolejske družbe, prav tako pa so napadali znana prebivališča vstajnikov. Enota je tako uspešno opravljala svoje naloge, da so se popolnoma prenehali napadi na naftovod. 
Vsi judovski pripadniki enote so bili tudi pripadniki ilegalne Hagane, judovske paravojaške organizacije  (predhodnice današnjih Izraelskih obrambnih sil)
Specialni nočni oddelki danes veljajo za prve specialne sile Britanske kopenske vojske in za predhodnike regimentov Special Air Service.